# Dolly Rockers

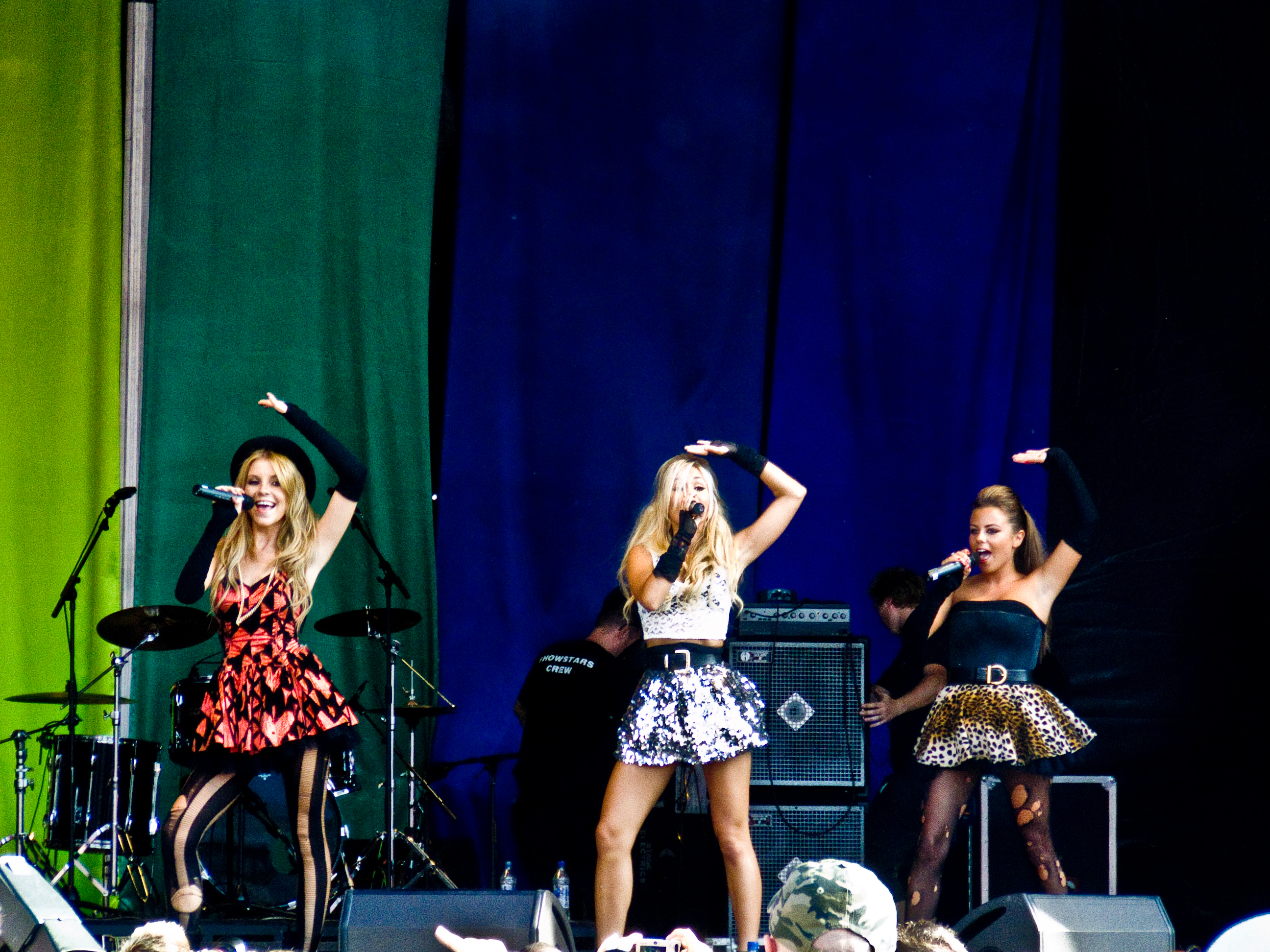
Die Dolly Rockers (2009)

Dolly Rockers waren eine britische Girlgroup.

## Bandgeschichte
Die „Dolly Rockers“ nahmen 2006 an der Casting-Show The X Factor teil, kamen aber nicht über die „Bootcamp“-Stufe hinaus und verpassten das Finale der besten 12. Trotzdem arbeiteten sie weiter an ihrer Karriere und wurden im Januar 2009 von EMI unter Vertrag genommen.
Einen ersten Erfolg hatte das Sängerinnentrio mit Je suis une Dolly, das in Anlehnung an Bill Wymans (Si si) Je suis un rock star entstand. Die zweite Single Gold Digger bedient sich ebenfalls bei anderen Interpreten wie dem Tom Tom Club und Kid Creole. Sie wurde zu ihrem ersten Charthit in Großbritannien.
Im Jahr 2013 bewarben sie sich wieder für The X Factor, durften aber nicht am Bootcamp teilnehmen. Daraufhin löste sich die Gruppe auf.

## Bandmitglieder
- Daniele Owen (* 1988)
- Lucie Kay (* 1987)
- Sophie King (* 1989 in Leeds)

Ehemalige Bandmitglieder
- Brooke Challinor (* 1988)

## Diskografie
Singles
- Je suis une Dolly (2009)
- Gold Digger (2009)